# 寶血會嘉靈學校
寶血會嘉靈學校（英語：Ka Ling School of the Precious Blood），是香港一間由政府資助的天主教全日制小學，位於九龍深水埗海壇街280號，鄰近深水埗公園。

## 校政管理
歷任校監
- 1969年至1978年：呂㜣金 修女
- 1978年至1980年：蕭麗芳 修女
- 1980年至1994年：郭韻芝 修女
- 1994年至1998年：阮慧雲 修女
- 1998年至2001年：楊美容 修女[2]
- 2001年至2007年：何美言 修女[註 1]
- 2007年至2009年：阮慧雲 修女
- 2009年至今：蘇肖好 修女

歷任校長
- 1969年至1972年：黃玉清 修女（上午校）
- 1972年至1973年：朱穗文 修女（上午校）
- 1973年至1994年：鄭碧瑜 女士（上午校）[3]
- 1994年至1999年：楊美蓮 修女（上午校）[2]

- 1970年至1973年：阮慧雲 修女（下午校）
- 1973年至1977年：朱穗文 修女（下午校）
- 1977年至1981年：周燕霞 修女（下午校）
- 1981年至1982年：黃美美 修女（下午校）
- 1982年至1986年：周燕霞 修女（下午校）
- 1986年至1999年：郭韻芝 修女（下午校）
- 1999年至2001年：郭韻芝 修女（上、下午校）[2]

- 2001年至2006年：楊美蓮 修女（全日制）
- 2006年至2011年：陳麗娟 修女（全日制）
- 2011年至2017年：游勵明 修女（全日制）
- 2017年至今：馮敏兒 女士（全日制）

歷任副校長
- 高翠珊 女士
- 蘇笑碧 女士
- 張秀玲 女士

## 歷史
寶血會嘉靈學校由耶穌寶血女修會在1969年創辦，校址於舊元洲街邨第四座與第六座間，為邨內三所標準小學（俗稱「火柴盒」小學）之一。由於1960年代的標準小學校舍設備簡單，所以該校需要與屋邨共用操場。
直至1990年代，因元洲街邨重建緣故，此校自1994年起爭取原區重置，其後僅獲分配位於將軍澳的擬建校舍。
因師生不滿教育署拒絕原區安置此校，於1996年1月向港督彭定康請願。至同年9月，政府答允撥出深水埗公園預留用地，以興建一座新小學，並於稍後分配予此校續辦。1999年，此校由元洲街邨遷到深水埗海壇街現址。2000年5月由湯漢樞機主持校舍祝聖及剪綵儀式。在2001年正式轉為全日制學校。

## 事件
- 在1982年元洲街邨安安幼稚園斬人案中，兇手李志衡亦從幼稚園衝入學校操場襲擊學生，一名11歲鄺氏男生向兇手擲球自衛不果，更被斬至重傷。

- 2000年，該校一名小六男生被女同學告發看色情光碟，疑因害怕及羞愧，於是逃返青衣寓所跳樓自盡。死因庭於翌年裁定該男生死於自殺[7][8][9]。
- 2020年，該校一名邱姓男教師在遊戲第五人格中，利誘多名女童發出裸照與不雅影片，案件於2020年10月12日在沙田裁判法院提案，並在同年11月9日再訊，被控1項未滿16歲的人製作色情物品罪。及後，法團校董會引用《資助則例》，著令其即時停職。[10][11][12]

## 校舍
此校為一座採用1998年版本設計的小學靈活式校舍，設有30間課室及各種特別室。校舍由安保工程有限公司承建，於1999年竣工遷入。
值得一提的是，現存校舍亦是全港最後一批由政府直接興建的小學靈活式校舍之一，於1998年3月動工。

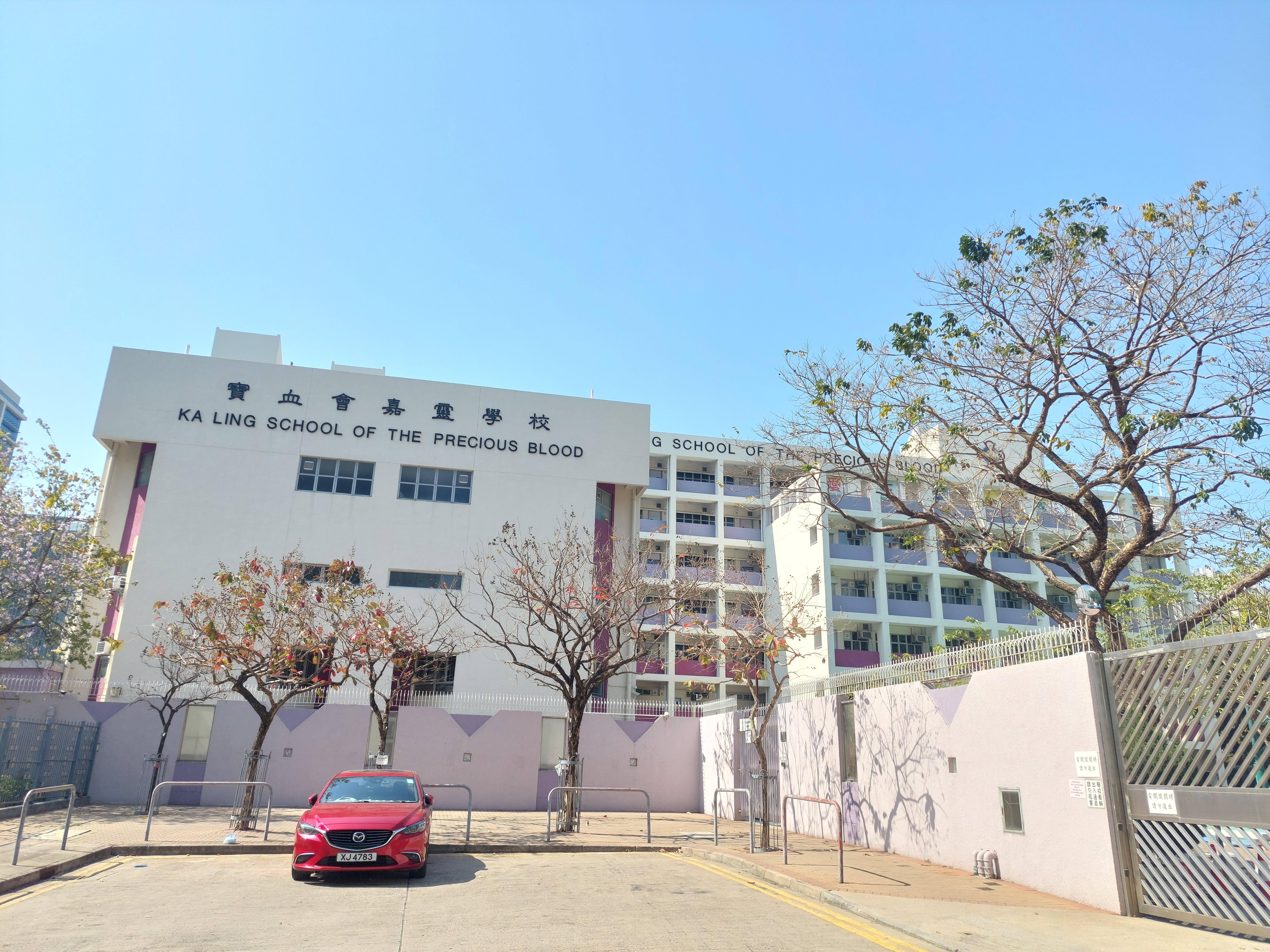
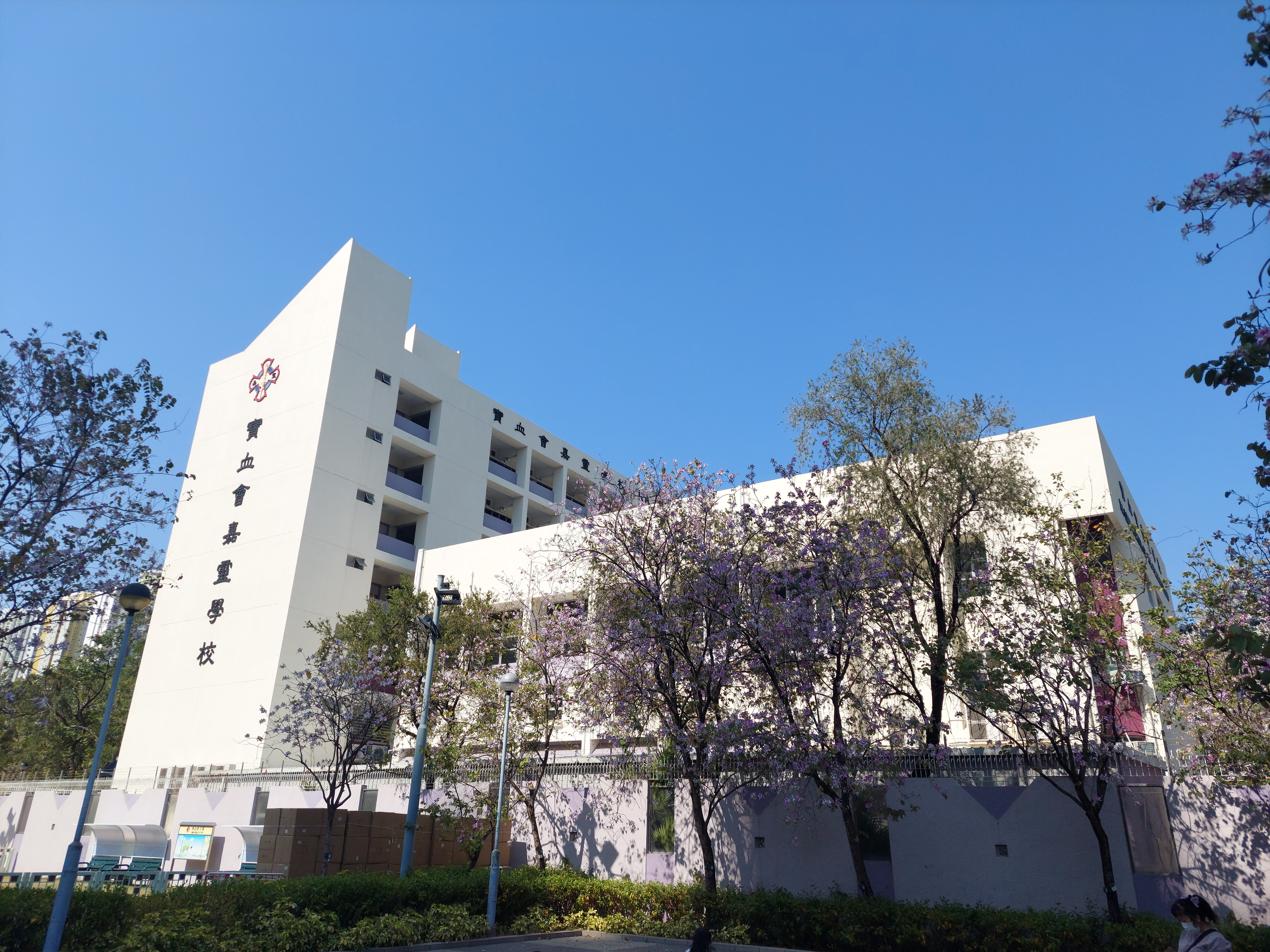
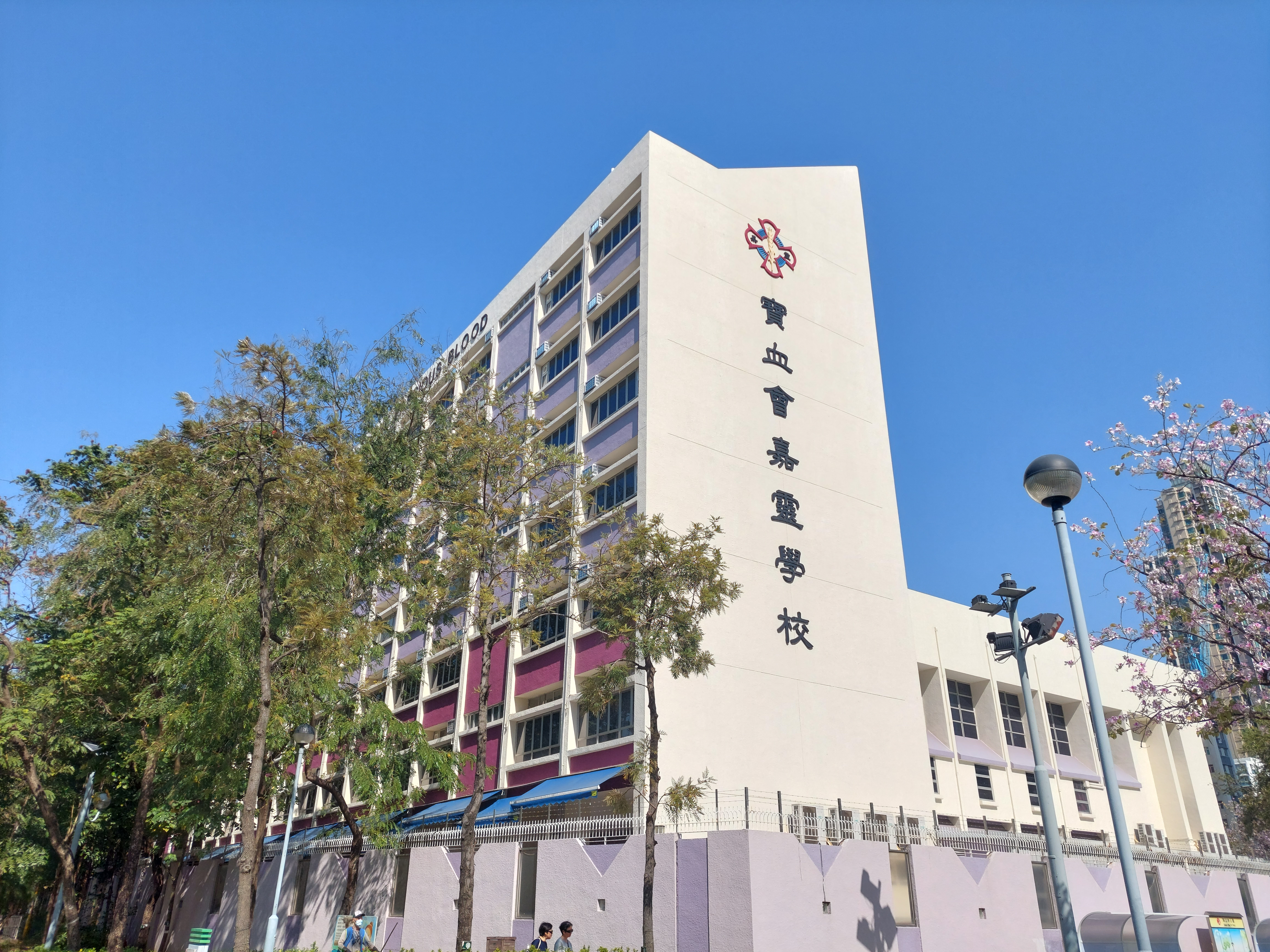

## 校內團隊
- 風紀：約有120人，分A、B、C隊。A隊在早會前當值，B隊在第一個小息當值，而C隊則在第二個小息當值。
- 圖書館管理員：約有80人，分別在星期1至5當值。每組有15人。由一個老師、一位助手和5個組長看管。
- 服務生：約有39人，分別在星期1至5當值。
- 升旗隊：約有40人，負責在操場升旗。
- 基督小先鋒：約有90人，分1至2年級一組，3至6年級一組。
- 小老師：約有10至20人，由4、5、6年級的學生去教導1、2年級的學生。

## 班級結構
每個年級有五班，分別是仁班、義班、禮班、智班和信班。

## 著名/傑出校友
- 譚文豪：前香港立法會議員（九龍東）
- 余翠怡：香港輪椅劍擊運動員[註 3]
- 馮盈盈：香港女藝人（2006年畢業）[註 4]

## 外部連結
- 寶血會嘉靈學校 （页面存档备份，存于）